# Aero Ae-01
De Aero Ae-01 (ook bekend als A-1 of Ae 01) is een Tsjechoslowaaks militair dubbeldekker-lesvliegtuig gebouwd door Aero. Hij was gebouwd in 1919 en was daarmee de eerste poging van Aero om een vliegtuig te verbeteren. Het originele ontwerp was de Hansa-Brandenburg B.I, dat onderhanden is genomen door ingenieur Antonín Vlasák. Dit vliegtuig hadden ze in de Eerste Wereldoorlog al in licentie geproduceerd. Het toestel bestond uit hout met doek overspannen en had een onder- en bovenvleugels van ongelijke grootte.
De Tsjechoslowaakse luchtmacht kocht 35 Ae-01's. De officiële militaire benaming was A-1. Een andere veel gehoorde naam is Sardinka of Sardel (in het Nederlands betekent dat Sardine).

## Specificaties
- Bemanning: 2, student en instructeur
- Lengte: 8,50 m
- Spanwijdte: 12,30 m
- Vleugeloppervlak: 35 m2
- Leeggewicht: 715 kg
- Max. opstijggewicht: 933 kg
- Motor: 1× Mercedes D.I zuigermotor
- Maximale snelheid: 110 km/h
- Klimsnelheid: 105 m/min

## Gebruikers
- Tsjechoslowakije